# King George Sound

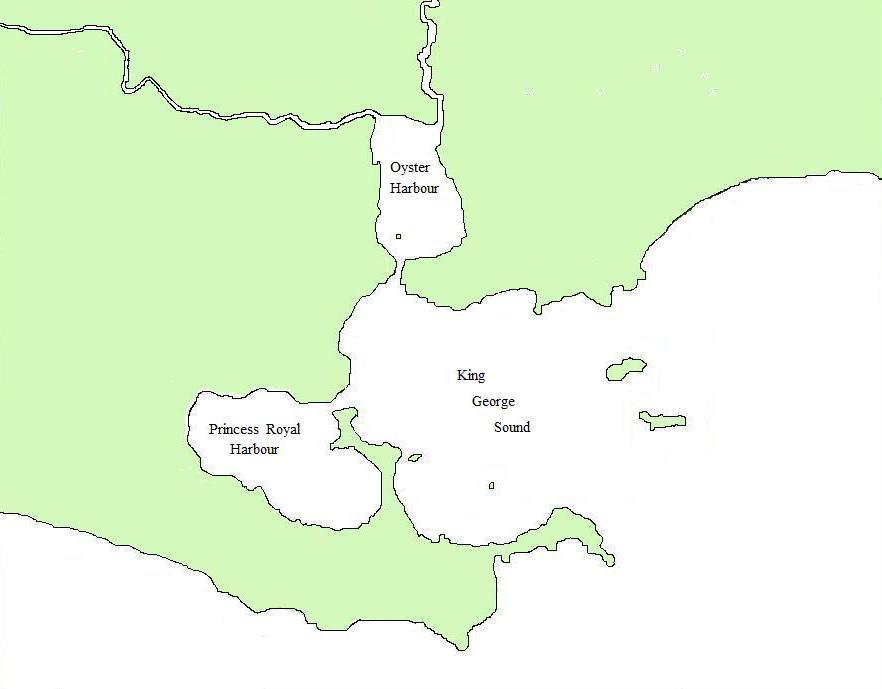
King George Sound

King George Sound é uma baía localizada na costa Sul da Austrália Ocidental. Localizado nas coordenadas 35° 02′ S, 117° 56′ L, é o local da cidade de Albany.